# Heinrich Brüning
Heinrich Brüning (Münster, Vesztfália, 1885 november 26. – Norwich, Vermont, USA, 1970. március 30.) német politikus és akadémikus, a weimari köztársaság idején, 1930 és 1932 között Németország kancellárja.

## Életrajza
Brüning egy mélyen vallásos családban született, apja ecetgyáros és borkereskedő volt, aki meghalt amikor Heinrich 1 éves volt. Először jogász akart lenni és különböző tantárgyakat tanult, többek között filozófiát, történelmet és politológiát a müncheni és strassburgi egyetemen valamint a londoni társadalomtudományi egyetemen (London School of Economics). Végül közgazdaságtanban szerzett doktori címet. Az első világháború alatt mint önkéntes vonult be, és a Vaskereszt első és második fokozatával is kitüntették.

### Útja a hatalomra
A háború után a porosz szociális minisztériumban dolgozott és aktív volt különböző keresztény szakszervezetekben. Ő fektette le 1920-ban az alapjait annak, ami a második világháború után a német kereszténydemokrácia lesz. Brüning pártja, a katolikus Német Centrum Párt (Deutsche Zentrumspartei) lesz a alapja a német Kereszténydemokrata Uniónak (CDU).
1924-ben beválasztják a parlamentbe (Reichstag), mint a Centrumpárt sziléziai Breslau (Wrocław, Lengyelország) képviselője. A parlamentben hamarosan úgy lett ismert mint gazdasági szakértő, és több reformot hajtott végre, mint az ún. kapcsolódó egyezményeket (Junktim), Paul Moldenhauer pénzügyminiszterrel együtt. Például a Centrumpárt csak akkor szavazna a Young-terv mellett, ha ugyanakkor kiegyensúlyozott ösztönző és megtakarítási intézkedéseket vezetnek be, más szóval ha költségvetési hiány leküzdése nem csak a versenyképesség és az egyre szegényedő lakosság és számosabb munkanélküliek rovására történik. Erre a következetes politikájára a birodalmi elnök (Reichspräsident), Paul von Hindenburg is felfigyelt.

### Kancellári kinevezése
Hindenburg, a szociáldemokrata Hermann Müller lemondása után, 1930-ban Brüninget nevezte ki kancellárnak és egy új kormány megalakításával bízta meg. A kormány fő feladta a német gazdaság helyrehozása volt. Németország külkereskedelme továbbra is többletet mutatott, de a háborús kártérítések kifizetése hatalmas költségvetési deficithez vezetett. Az 1929. évi amerikai tőzsdekrach és az azt követő nagy gazdasági világválság erősen érezhető volt Németországban és egész Európában is. A Young-terv végrehajtása, az óriási kártérítések kifizetése mellett egy stabil német valutát is követelt. Ezért nem volt lehetséges a márka leértékelése vagy felértékelése és a gazdaságot sem tudták serkenteni a szükséges gazdasági programokkal és ösztönzőkkel.
A Brüning-kormány eredeti gazdasági szanálási terve amelyet Paul Moldenhauer pénzügyminiszterrel együtt alakítottak ki, olyan elemeket tartalmazott amelyeket később keynesi gazdálkodásnak neveznek és amit takarékossági szempontokból, az Alfred Hugenberg (DNVP) vezette radikális jobboldali erők segítségével a parlament leszavazott. Ezután Brüning megpróbált egyezséget kötni a kormányon belül, ami a pénzügyminiszter lemondásához vezetett. Végül, egy erősen felhígított kompromisszumos megoldást fogadott el a parlament. Sikerének biztosítása érdekében Brüning megpróbálta mozgósítani az első és a passzív választókat, ami 5 millióval több választót eredményezett. Ezek nagy többsége azonban a radikális jobboldalra vagy a radikális baloldalra szavazott.

### Brüning kormánya 1930-ban
- Heinrich Brüning - kancellár
- Joseph Wirth - belügyminiszter
- Hermann Dietrich - gazdasági miniszter
- Julius Curtius - külügyminiszter
- Georg Schätzel - postaügyi miniszter
- Gottfried Reinhold Treviranus - Elzász-Lotaringia minisztere
- Martin Schiele - mezőgazdasági miniszter
- Johann Viktor Bredt -. igazságügyi miniszter
- Adam Stegerwald - munkaügyi miniszter
- Paul Moldenhauer - pénzügyminiszter
- Theodor von Guérard - közlekedésügyi miniszter
- Wilhelm Groener - honvédelmi miniszter

### Kancellársága
Brüning kancellársági idejét parlamentáris válság jellemezte, s ugyanakkor a kommunisták és a nácik előrelépését, annak ellenére, hogy Brüning volt Hitler legerősebb ellenfele. A fő oka annak, hogy a Brüning kormány nem tudta a nácikat visszaszorítani, a parlamentáris többség hiánya volt. A kormány politikáját jobbról a konzervatív DNVP, míg balról a kommunisták támadták és csak Hindenburg birodalmi elnök támogatásának köszönhetően tudott hatalmon maradni.
Külpolitikája hasonló volt a korábbiakhoz, megpróbálta megerősíteni Németország nemzetközi helyzetét és eltöröltetni az első világháborús kártérítési követeléseket.
Az 1932-es elnökválasztásokon, Brüning és a Centrumpárt Hindenburg mellett kampányolt, Hitler jelöltsége ellen. Hindenburgot újraválasztották, de a választási eredmény nem 
a Brüning által óhajtott lett. Befolyásolva a legközelebb álló "kamarillától" Kurt von Schleicherrel az élén, Hindenburg egyre inkább jobboldal felé hajlik és az 1932 május 30.-án megtartott választások után Brüninget lemondásra szólította fel. Brüning a parlamentben továbbra is harcolt a nácik ellen és utódjának, Franz von Papen-nek, ádáz ellenfele lett, aki megpróbált egy mérsékeltebb viszonyulást Hitlerrel szemben és ennek érdekében a kormányába is bevette a nácikat. 
Hitler kancellárrá való kinevezését, 1933 januárjában, Brüning katasztrófának tekintette.

### A náci hatalomátvétel után
A nácik hatalomra jutásakor Brüning passzívan viselkedett. Nem is tett kísérletet a Hitler ellen szavazók egyesítésére. Mivel a saját pártját 1933 júliusban feloszlásra kényszerítették, Brüning 1934-ben Nagy-Britanniába menekült.
A második világháború kitörése után az USA-ba emigrált, ahol tanárként dolgozott a Harvard Egyetemen. Egészen a Pearl Harbor elleni támadásig, Brüning azon fáradozott, hogy az amerikaiak belépjenek a háborúba a szövetségesek oldalán.
Egy rövid időre 1952-ben visszatért Németországba és Kölnben telepedett le, de nem tudta megszokni a háború utáni Németországot, és hamarosan visszaköltözött az USA-ba, ahol 1970-ben hunyt el. Brüning, szülővárosában Münsterben van eltemetve.

## Fordítás
- Ez a szócikk részben vagy egészben  a   Heinrich Brüning című svéd Wikipédia-szócikk fordításán alapul.  Az eredeti cikk szerkesztőit annak laptörténete sorolja fel. Ez a jelzés csupán a megfogalmazás eredetét és a szerzői jogokat jelzi, nem szolgál a cikkben szereplő információk forrásmegjelöléseként.